# فرشید امین
فرشید امین، با نام اصلی فرشید امین‌طینت (زادهٔ ۱۷ فروردین ۱۳۵۵ در اهواز، خوزستان) خواننده، ترانه‌سرا، آهنگساز و نوازنده ایرانی ساکن لس‌آنجلس است.

## زندگی‌نامه
فرشید امین در ۱۷ فروردین ۱۳۵۵ در اهواز متولد شد. در ۶ ماهگی به همراه خانواده‌اش به تهران مهاجرت کرده و تا ۱۱ سالگی در محله «عباس‌آباد» تهران زندگی می‌کردند، و سپس با خانواده به انگلستان مهاجرت کردند. کار رسمی فرشید امین با آلبوم «بانو» آغاز شد که در آن ترانهٔ مطرح «نسترن» قرار دارد.
از اجراها و کنسرت‌های وی می‌توان به اجرای ترانه صلح و پیروزی در ضیافت پیروزی باراک اوباما برگزار شده توسط حزب دمکرات در کالیفرنیای جنوبی و کنسرت در شهرهایی همچون دبی اشاره کرد.

## آلبوم‌ها
- آوای من - ۱۹۹۸
- بانو - ۲۰۰۰
- دیدی گفتم - ۲۰۰۳
- رمیکس - ۲۰۰۵
- گرفتار جونم - ۲۰۰۶
- فردا - ۲۰۱۴ لی بم

## ترانه‌شناسی

### ۱۹۹۸- آوای من
| نام ترانه | ترانه‌سرا   | آهنگساز      | تنظیم         |
| --------- | ---------- | ------------ | ------------- |
| الهی شکر  | فرشید امین | فرشید امین   | کوروش علی‌پناه |
| یادم رفت  | فرشید امین | فرشید امین   | کوروش علی‌پناه |
| آوای من   | فرشید امین | سعید امین    | سعید امین     |
| اشک       | فرشید امین | فرشید امین   | کوروش علی‌پناه |
| غربت      | فرشید امین | فرشید امین   | کوروش علی‌پناه |
| فاصله‌ها   | فرشید امین | فرشید امین   | کوروش علی‌پناه |
| جدایی     | فرشید امین | فولکلور آذری | کوروش علی‌پناه |

### ۲۰۰۰- بانو
| نام ترانه       | ترانه‌سرا   | آهنگساز    | تنظیم         |
| --------------- | ---------- | ---------- | ------------- |
| ناناز           | فرشید امین | فرشید امین | فرخ آهی       |
| نسترن           | فرشید امین | فرشید امین | جمشید باستانی |
| لیلا            | فرشید امین | فرشید امین | فرشید امین    |
| رویا            | فرشید امین | فرشید امین | فرخ آهی       |
| بانو            | فرشید امین | فرشید امین | جمشید باستانی |
| لاله            | فرشید امین | فرشید امین | کوروش علی‌پناه |
| لیلا (Spanish)  | فرشید امین | فرشید امین | فرخ آهی       |
| لیلا (رمیکس)    | فرشید امین | فرشید امین |               |
| رویا (دنس میکس) | فرشید امین | فرشید امین |               |

### ۲۰۰۳- دیدی گفتم
| نام ترانه    | ترانه‌سرا   | آهنگساز    | تنظیم               |
| ------------ | ---------- | ---------- | ------------------- |
| دلت بخواهد   | فرشید امین | فرشید امین | فرخ آهی و فرد میرزا |
| سپیده        | فرشید امین | فرشید امین | فرخ آهی             |
| این دختره    | فرشید امین | فرشید امین | فرخ آهی و فرد میرزا |
| بگو برمی‌گردی | فرشید امین | فرشید امین | فرخ آهی             |
| مامان گلی    | فرشید امین | فرشید امین | فرخ آهی             |
| دیدی گفتم    | فرشید امین | فرشید امین | فرخ آهی             |
| پیوند        | فرشید امین | فرشید امین | فرخ آهی             |
| میکس         |            | فرشید امین |                     |

### ۲۰۰۶- گرفتار
| نام ترانه          | ترانه‌سرا   | آهنگساز    | تنظیم         |
| ------------------ | ---------- | ---------- | ------------- |
| دختر آریایی        | فرشید امین | فرشید امین |               |
| الهی شکر           | فرشید امین | فرشید امین |               |
| گرفتار             | فرشید امین | فرشید امین | شوبرت آواکیان |
| قانون‌شکن           | فرشید امین | فرشید امین |               |
| خواب بودم          | فرشید امین | فرشید امین | نامی          |
| رفتی برو           | فرشید امین | فرشید امین | فرخ آهی       |
| تورو به خدا        | فرشید امین | فرشید امین |               |
| تو فکرتم           | فرشید امین | فرشید امین |               |
| تورو به خدا (میکس) | فرشید امین | فرشید امین |               |

### ۲۰۱۴- فردا
| نام ترانه       | ترانه‌سرا   | آهنگساز    | تنظیم         |
| --------------- | ---------- | ---------- | ------------- |
| بعد از نسترن    | فرشید امین | فرشید امین | آرش شعرباف    |
| حیف             | فرشید امین | فرشید امین | شایان امیری   |
| فردا رو چه دیدی | فرشید امین | فرشید امین | التون فرخ آهی |
| یادم رفت        | فرشید امین | فرشید امین | فرشید امین    |
| تو بی‌نظیری      | فرشید امین | فرشید امین | پوریا نیاکان  |
| جام زندگی       | فرشید امین | فرشید امین | رامون         |
| آی قلبم         | فرشید امین | فرشید امین | پوریا نیاکان  |
| به به           | پاکسیما    | فرشید امین | شایان امیری   |
| نفس نفس         | فرشید امین | فرشید امین | Ninef Arsanos |

## تک‌آهنگ‌ها
| نام ترانه                    | ترانه‌سرا   | آهنگساز     | تنظیم        | سال انتشار |
| ---------------------------- | ---------- | ----------- | ------------ | ---------- |
| فردا رو چه دیدی (نوروز ۱۳۸۷) | فرشید امین | فرشید امین  | فرخ آهی      | ۲۰۰۸       |
| گل من                        | پاکسیما    | فرشید امین  | آرش شعرباف   | ۲۰۱۴       |
| همین امروز                   | فرشید امین | فرشید امین  | آرش شعرباف   | ۲۰۱۴       |
| هر شب                        | فرشید امین | فرشید امین  | نینف آرسانوس | ۲۰۱۵       |
| مستم من امشب                 | فرشید امین | شاهین شوکتی | نینف آرسانوس | ۲۰۱۵       |
| دیر اومدی                    |            |             |              | ۲۰۱۵       |
| بعد از تو                    | فرشید امین | فرشید امین  | امین مرعشی   | ۲۰۱۶       |
| میخوامت                      | فرشید امین | فرشید امین  |              | ۲۰۱۷       |
| یه دونه                      | فرشید امین | فرشید امین  | امین مرعشی   | ۲۰۱۸       |
| یاریار                       | فرشید امین | فرشید امین  |              | ۲۰۱۹       |
| دل                           | فرشید امین | فرشید امین  | امین مرعشی   | ۲۰۲۰       |
| اوله گونر سولسشائر           | فرشید امین | فرشید امین  | تاده آبولیان | ۲۰۲۱       |
| عاشقانه برقص                 | فرشید امین | فرشید امین  |              | ۲۰۲۲       |

## آهنگسازی برای دیگران
| خواننده     | نام ترانه | ترانه‌سرا   | آهنگساز    | تنظیم                       |
| ----------- | --------- | ---------- | ---------- | --------------------------- |
| سپیده       | دل دیوونه | فرشید امین | فرشید امین |                             |
| هلن         | عشق آسونه | فرشید امین | فرشید امین | منعم آتابای / علیرضا افکاری |
| شهرام صولتی | یه‌ریزه    | فرشید امین | فرشید امین | محمد مقدم                   |